# Hokejový turnaj v Chamonix 1912

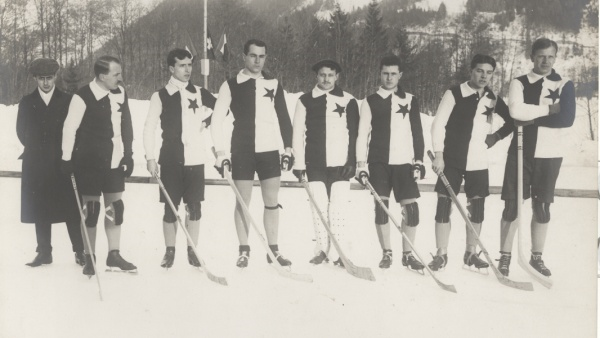
Hokejové mužstvo Slavie Praha na turnaji v Chamonix v roce 1912.

Hokejový turnaj v Chamonix (Coupe de Chamonix) se konal od 15. do 17. ledna 1912. Turnaje se zúčastnili čtyři mužstva, která se utkala jednokolově systémem každý s každým. SK Slavia byl posílen dvěma hráči České sportovní společnosti.

## Výsledky a tabulka
|    |                  | FRA | GBR  | GER | BOH  | V | R | P | Skóre | B |
| 1. | CP Paris         | *** | 4:0  | 1:0 | 5:1  | 3 | 0 | 0 | 10:1  | 6 |
| 2. | Oxford Canadiens | 0:4 | ***  | 4:2 | 22:2 | 2 | 0 | 1 | 26:8  | 4 |
| 3. | Berliner SC      | 0:1 | 2:4  | *** | 5:0  | 1 | 0 | 2 | 7:5   | 2 |
| 4. | Slavia Praha     | 1:5 | 2:22 | 0:5 | ***  | 0 | 0 | 3 | 3:32  | 0 |

 CP Paris -  Oxford Canadiens 4:0 (2:0, 0:0)
15. ledna 1912 - Chamonix

Branky: 1. Hastings, 10. De Rauch, A. Brasseur, Lacroix (as. Brasseur).

Rozhodčí: M. van den Bulcke (BEL)

 Berliner SC -  Slavia Praha 5:0 (2:0, 3:0)
15. ledna 1912 - Chamonix

Branky: 20., 20., 25., 31. a 32. Glimm.

Rozhodčí: Lanctot (CAN)
Slavia Praha: Hamáček - Fleischmann, ?Pavel - Vindyš - Jarkovský, Jirkovský, Šroubek.

 Oxford Canadiens -  Berliner SC 4:2 (1:1, 3:1)
16. ledna 1912 - Chamonix

Branky: Higgins, Tait 2, Pearse - Glimm, Lange.

 CP Paris -  Slavia Praha 5:1 (3:0, 2:1)
16. ledna 1912 - Chamonix

Branky: De Rauch, Baxter, Hastings, Lacroix 2 - Jarkovský.

 Oxford Canadiens -  Slavia Praha 22:2 (14:2, 8:0)
17. ledna 1912 - Chamonix

Branky: Higgins 9, Tait 8, Pearse 5 - Šroubek 2.
- Slavia hrála bez zraněného brankáře Hamáčka!

 CP Paris -  Berliner SC 1:0 (1:0, 0:0)
17. ledna 1912 - Chamonix

Branka: De Rauch.

Rozhodčí: Higgins (CAN)